# Spongicoloides hawaiiensis
Spongicoloides hawaiiensis is een tienpotigensoort uit de familie van de Spongicolidae. De wetenschappelijke naam van de soort is voor het eerst geldig gepubliceerd in 1983 door Baba.